# Dynéine

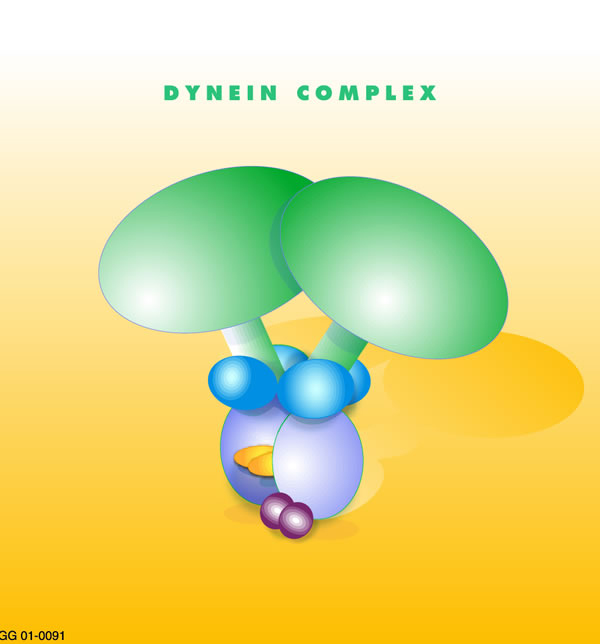
Complexe de dynéine.

Les dynéines sont des complexes protéiques d’environ 2 MDa, comportant deux ou trois chaînes lourdes, deux chaînes intermédiaires et huit chaînes légères. Elles sont associées à des microtubules, se dirigeant vers leur extrémité « - » (centripètes), et possèdent plusieurs rôles différents. Les dynéines ne fonctionnent qu'avec un complexe protéique associé, la dynactine.

## Activités des dynéines
On distingue :
- les dynéines axonémales
Elles sont fixées à l'un des microtubules des doublets présents en périphérie d'un axonème. Par une activité ATPasique, elles font glisser les tubules entre eux, provoquant leur courbure. Tous les tubules glissant simultanément, les cils et les flagelles sont ainsi mis en mouvement.
- les dynéines cytoplasmiques
Elles sont fixées sur les microtubules du cytoplasme. Par une activité ATPasique, elles permettent les déplacements de vésicules qui leur sont associées, vers le centre de la cellule, c’est-à-dire vers l'extrémité négative des microtubules (mouvement rétrograde). Ce type de transport est particulièrement développé dans les axones et les dendrites des cellules nerveuses. Elles sont également impliquées dans la migration des intermédiaires prégolgiens vers l'appareil de Golgi.

## Pathologie
Une absence (déficit génétique) de dynéine est responsable du syndrome du cil immobile dû à  l'absence de battements ciliaires responsable de bronchites chroniques et de stérilité chez l'homme par défaut de mobilité des spermatozoïdes. Il est peut-être également responsable du syndrome de Kartagener caractérisé par un syndrome du cil immobile associé à un situs inversus.